# Darrell Ioane
Darrell Ioane (* 21. Februar 1980 oder 8. Februar 1981) ist ein ehemaliger amerikanisch-samoanischer Fußballspieler.

## Karriere
Am 11. April 2001 bestritt Ioane bei der 0:31-Niederlage gegen Australien, dem höchsten jemals erzielten Ergebnis in einem Fußball-Länderspiel zweier A-Nationalmannschaften, sein einziges Länderspiel für die amerikanisch-samoanische Nationalmannschaft, als er in der 84. Minute für Ben Falaniko eingewechselt wurde.